# Whole Lotta Love
（参考译名：全部的爱）是英国摇滚乐队齐柏林飞艇的一首歌曲，发行于1969年，是乐队第二张专辑的开场歌曲，并在部分国家作为单曲发行。该曲是齐柏林在美国的第一首热门单曲，于1970年4月13日获得金唱片认证，售出了一百万张。它也是齐柏林在美国唯一一首进入榜单前十的歌曲，达到第四位。按乐队的惯常做法，这首歌没有在英国作为单曲发行，但在德国（排行第一）、荷兰（排行第四）、比利时和法国等地发行了单曲。
这首歌在《滚石》杂志2004年的“史上最伟大的500首歌曲”榜单上排名第75位。2005年3月，杂志将其列为“100首最伟大的吉他歌曲”第3位。《滚石》杂志的同类型排行榜将其列为第11位。2009年，VH1把该曲列为第三伟大的硬摇滚歌曲。2014年，BBC廣播二台的听众把的吉他反复段（riff）票选为史上最伟大的吉他反复段。

## 创作及制作
这首歌的结构为复合AABA型。吉米·佩奇在前奏中弹奏了松散的布鲁斯吉他反复段，使用的是一把1958年的莱斯·保罗标准型吉他。从1:24开始到结尾，歌曲包含了一段特雷門琴独奏、一段架子鼓独奏和罗伯特·普兰特激情的歌声。在该曲的制作中，佩奇使用了反向回声技术。
贝斯手约翰·保罗·琼斯声称佩奇在歌中著名的吉他反复段也许是在现场演唱时的即兴表演中诞生的。然而，佩奇在采访中却否认了这一点。

## 抄袭争议
1962年，马迪·沃特斯录制了威利·尼克森为他创作的歌。1966年，英国乐队小臉樂隊录制了此歌，命名为，收录于他们的处女作专辑中。迪克森的歌曲是普兰特的最爱之一，的部分歌词抄自迪克森的歌。普兰特的咬字还与小脸乐队主唱的处理方式非常相似。1985年，迪克森起诉齐柏林飞艇，双方最终以迪克森为胜利一方达成庭外和解。尽管小脸乐队的只署了乐队成员名字，但他们未遭到迪克森起诉。

## 荣誉
| 授予者           | 国家     | 荣誉                                  | 年份 | 排名 |
| ---------------- | -------- | ------------------------------------- | ---- | ---- |
| 《》杂志         | 美国     | 史上最伟大的100张单曲（100 Greatest Singles of All Time）             | 1989 | 39   |
| 摇滚名人堂       | 美国     | 塑造了摇滚乐的500首歌曲（500 Songs that Shaped Rock and Roll）           | 1994 | *    |
| 《经典摇滚》杂志 | 英国     | 史上最佳的10首歌曲…以下详述（Ten of the Best Songs Ever!.. (Bubbling under)）       | 1999 | 30   |
|                  | 美国     | 100首最伟大的摇滚歌曲（100 Greatest Rock Songs）             | 2009 | 46   |
| 《滚石》杂志     | 美国     | 史上最伟大的500首歌曲                 | 2004 | 75   |
| 《》杂志         | 英国     | 100首最伟大的吉他歌曲（100 Greatest Guitar Tracks Ever）             | 2005 | 3    |
| 托比·克莱斯维尔  | 澳大利亚 | 1001首歌：史上最伟大的歌曲（1001 Songs: the Great Songs of All Time）        | 2005 | *    |
| 葛莱美奖         | 美国     | 葛莱美名人堂                          | 2007 | *    |
| 《滚石》杂志     | 美国     | 100首最伟大的吉他歌曲（100 Greatest Guitar Songs of All Time）             | 2008 | 11   |
|                  | 美国     | 最伟大的硬摇滚歌曲（VH1 Greatest Hard Rock Songs）                | 2009 | 3    |
| BBC廣播二台      | 英国     | 广播二台最伟大的吉他反复段前100位（Radio 2's Top 100 Greatest Guitar Riffs） | 2014 | 1    |

注：星号表示无排名。

## 榜单
| 榜单 （1969年–1970年）               | 最高 排位 |
| ------------------------------------ | --------- |
| 澳大利亚 (Go-Set National Top 40)    | 1         |
| 澳大利亚 (Kent Music Report)         | 1         |
| 奥地利（Ö3四十强单曲榜）             | 3         |
| 比利时佛兰德（Ultratop五十强单曲榜） | 2         |
| 加拿大 (CHUM)                        | 2         |
| 加拿大（《RPM》热门单曲榜）          | 2         |
| 芬兰 (Suomen virallinen lista)       | 7         |
| 法国 (IFOP)                          | 38        |
| 意大利 (FIMI)                        | 25        |
| 日本 (Oricon)                        | 50        |
| 荷兰（荷蘭四十強單曲榜）             | 4         |
| 荷兰（百强单曲榜）                   | 5         |
| 新西兰 (RIANZ)                       | 4         |
| 南非 (Springbok Radio)               | 6         |
| 西班牙 (AFE)                         | 4         |
| 瑞士（瑞士热门音乐榜）               | 5         |
| 美国 (Billboard Hot 100)             | 4         |
| 美国 (Cash Box)                      | 2         |
| 美国 (Record World)                  | 4         |

| 榜单（1997）               | 最高 排位 |
| -------------------------- | --------- |
| 英國（官方榜单公司單曲榜） | 21        |

| 年份   | 榜单                                                 | 最高 排位 |
| ------ | ---------------------------------------------------- | --------- |
| 2007年 | 加拿大 (Hot Canadian Digital Singles)                | 49        |
| 2007年 | 瑞士（瑞士热门音乐榜）                               | 57        |
| 2007年 | 英國（官方榜单公司單曲榜）                           | 64        |
| 2010年 | 比利时 (Ultratop 30 Back Catalogue Singles Wallonia) | 18        |
| 2012年 | 比利时 (Ultratop 50 Back Catalogue Singles Flanders) | 43        |
| 2013年 | 法国（法國唱片出版業公會單曲榜）                     | 52        |
| 2014年 | 法国（法國唱片出版業公會單曲榜）                     | 151       |

| 榜单 （1970年）               | Position |
| ----------------------------- | -------- |
| 澳大利亚 (Go-Set Top 40)      | 18       |
| 澳大利亚 (Kent Music Report)  | 11       |
| 奥地利 (Ö3 Austria Top 40)    | 10       |
| 比利时 (Ultratop 50 Flanders) | 65       |
| 加拿大 (RPM Top 100)          | 23       |
| 荷兰 (Dutch Top 40)           | 28       |
| 荷兰 (Single Top 100)         | 27       |
| 美国 (Cash Box)               | 54       |

## 销售认证
| 地區                                  | 认证 | 认证单位/销量 |
| ------------------------------------- | ---- | ------------- |
| 意大利（意大利音乐产业联盟）          | 金   | 25,000‡       |
| 美国（美國唱片業協會）                | 金   | 1,000,000^^   |
| *僅含認證的實際銷量 ^僅含認證的出貨量 |      |               |

## 参与人员
- 罗伯特·普兰特–人声
- 吉米·佩奇–节奏吉他、主音吉他、背景和声、特雷门琴
- 约翰·保罗·琼斯–电贝斯
- 约翰·博纳姆–架子鼓

## 文化影响
这首歌被许多音乐人翻唱，包括蒂娜·特纳、王子、玛丽·布莱姬及伦敦交响乐团等。亚当·兰伯特在2009年的第八季美国偶像上翻唱了该曲。英国常青电视节目把这首歌用作主题音乐，使它在英国非常著名。在70和80年代使用的版本为CCS乐队的翻唱，该版本在1970年达到英国单曲榜第13位。1998年，这首歌重新成为主题音乐，这次用的是原版吉他反复段的改编版。
2008年8月24日，在北京奥运会闭幕式的“伦敦八分钟”环节中，利昂娜·刘易斯演唱了改写版的，吉米·佩奇出场担任主音吉他。刘易斯和主办方都要求改动其中的部分歌词，尤其是一句。刘易斯认为这句歌词由女性歌手唱出不太讲得通。
1997年5月29日，杰夫·巴克利在河中溺死前哼唱的是该曲的副歌部分。